# طارق عبد الحكيم
طارق عبد الحكيم (1918-2012): فنان وموسيقار سعودي لحن السلام الوطني السعودي وعميد متقاعد من القوات المسلحة السعودية، غنت له نجاة الصغيرة وفايزة أحمد وصباح وسميرة توفيق ووديع الصافي وكارم محمود.
حاز على جائزة اليونسكو الدولية للموسيقى من المنظمة العالمية للمجلس الدولي للموسيقى؛ كسادس موسيقي عالمي يحصل على هذه الجائزة عام 1981م، وغنى لهيئة الأمم المتحدة في قاعة همرشولد في عام 1986م، وأسس فرق الإذاعة والتلفزيون، وله أكثر من 300 أغنية تغنى بها مطربون عرب وسعوديون، وله أكثر من 10 سمفونيات.

## مسيرته العملية
في عمر 21 سنة التحق في الخدمة العسكرية سنة 1939 وحصل على مرتبة ضابط ملازم، ثم انتقل من الطائف التي كانت مركز الجيش السعودي آنذاك إلى الرياض بمرتبة عميد وساهم في تأليف مارشات عسكرية وتطوير وتوزيع النشيد الوطني الذي وضع ألحانه المصري عبد الرحمن الخطيب. وانتخب رئيساً للمجمع العربي للموسيقى 1983 وأسس متحف الموسيقى العسكري في الرياض، ثم انتخب رئيساً للمجمع مرة أخرى 1987.

## رحلاته الفنية
- رحلة البحرين 1939: حيث سجل بعض الأعمال القديمة كالمجرور والمجالسي إضافة إلى بعض ألحانه.
- رحلة مصر 1952: توفرت له بعثة حكومية من وزير الدفاع منصور بن عبد العزيز ليدرس الموسيقى في مصر من أجل تأسيس مدرسة موسيقات الجيش السعودي وسجل هناك يا ريم وادي ثقيف ومعبد الحب ولك عرش وسط قلبي ثم تعاون في نهاية الخمسينات مع نجاة الصغيرة في أغنية يللي في هواك هيمان وفايزة أحمد في أغنيتي أسمر عبر و «ربيع العمر» وتم تكليفه حينها من إذاعة صوت العرب بتلحين أغنيات لتوضع في أرشيفها للغناء السعودي.
- رحلة لبنان 1968: وتعاون فيها مع وديع الصافي في أغنية لا وعينيك ثم من سوريا فهدبلان في أغنية محبوب قلبي وسميرة توفيق أشقر وشعره ذهب ومع طلال مداح في الأوبريت الوطني أفديك يا وطني، وعاش من شافك، ومع محمد عبده سكة التايهين و«لنا الله» و«لاتناظرني بعين» و«رحت يم الطبيب».

## إصدارات
| الكتاب                                                                         | سنة النشر |
| ------------------------------------------------------------------------------ | --------- |
| الأنغام الخفية في الصحراء العربية                                              | 1971      |
| أشهر الفلكلورات الشعبية بقواعدها ونظرياتها الموسيقية بالمملكة العربية السعودية | 1980      |
| قواعد الموسيقى ونظرياتها                                                       | 1981      |
| الآلات الطربية في المملكة العربية السعودية                                     |           |
| مشاهير الموسيقيين العرب                                                        | [ 5 ]     |
| شدو البلابل: أغاني عاطفية و أناشيد وطنية حماسية                                |           |
| السلام الوطني السعودي                                                          |           |
| دليل العازفين الموسيقيين العسكريين                                             | [ 6 ]     |
| تاريخ الموسيقى العسكرية قديماً وحديثاً                                           |           |
| ملك الطرب عند العرب                                                            |           |
| السلام الرسمي للدول العربية                                                    |           |
| العرضة السعودية وسامري عنيزة                                                   | [ 7 ]     |

## التكريم والجوائز
- جائزة اليونسكو للموسيقى 1981.
- وسام الاستحقاق من الدرجة الثانية في عهد الملك فهد بن عبد العزيز.

## مركز طارق عبد الحكيم
في ديسمبر 2023م دشنت هيئة المتاحف في السعودية «مركز طارق عبدالحكيم» الموسيقي في جدة التاريخية تحت شعار «نغمة بين التراث والمستقبل»، ويهدف المركز لحفاظ على الموسيقى والفنون الأدائية والتراث الثقافي غير المادي للمملكة العربية السعودية. ويتضمن المركز متحفاً يُخلّد سيرة وإِرث الموسيقار الراحل، ووحدات أبحاث وأرشفة تتيح للباحثين الاستفادة من محتوى وأرشيف موسيقي واسع.

## وفاته
توفي في القاهرة في 21 فبراير 2012م، ودفن فيها بناء على وصيته، بعد معاناة مع مرض السرطان.

## وصلات خارجية
- طارق عبد الحكيم.. بائع الخضروات الذي رأس المجمع العربي للموسيقى
- طارق عبد الحكيم.. عميد الأغنية السعودية